# Лимарівський кінний завод
Лимарівський кінний завод - пам’ятник архітектури  XVIII-XIX сторіччя національного значення та одне з найдавніших підприємств з розведення коней в Україні, що 
розташоване в с. Новолимарівка, Луганської області.

## Історія
Будівництво заводу було розпочато в 1819 р. за проектом  І. Кутепова, а в 1822 року будівництво було завершено. Спочатку Лимарівський кінний завод спеціалізувався на продукуванні високопородистих коней для приватих з'їздів, які постачали коней для потреб армії.
У 1843 році Лимарівський воєнний завод був перетворений у державний кінний і призначався для вирощування племінних коней поліпшувачів.
З липня 1942 по січень 1943 Завод зазнав значної шкоди, зокрема повністю втрачено поголів'я створеного упродовж останнього десятиліття своєрідного типу крупного верхового коня «лимарівський висококровний» якого постачали для офіцерів у радянській кавалерійній частині та виступали на багатьох іподромах.
В 1972 році на честь 150-річчя заводу було встановлено пам'ятний знак з барельєфним зображеням коня, а в 1979 за постановою РМ УРСР комплексу споруд було надано статус пам'яток містобудування та архітектурири УРСР. 

### Виведені породи
З перших днів функціонування заводу основним напрямом роботи було розведення верхових коней.
З 1844 було розпочато розведення арабських коней, а в 1883 – орлово-ростопчинських верхових порід коней, які в 1900 р. експонувалися на Всесвітній виставці у Парижі, брали участь у Варшавському забігові на 100 верст, в 1910 р. на Всеросійській виставці у Москві кращими за типом та екстер'єром визнано нащадків лимарів. На початку 1930 було розпочато розведення напів- і висококровних коней.
Нині основними породами коней є:
- Російська рисиста
- Орловська рисиста

### Змагання
На лимарівських конях виграно багато різноманітних змагань, зокрема й чемпіонатів світу.